# Anny Hernández
Anny Hernández – wenezuelska judoczka.
Brązowa medalistka igrzysk panamerykańskich w 1987, igrzysk Ameryki Południowej w 1994, a także igrzysk Ameryki Środkowej i Karaibów w 1986 roku.